# Radosław Kiriłow
Radosław Kiriłow Kiriłow (bułg. Радослав Кирилов Кирилов; ur. 29 czerwca 1992 w Simitli) – bułgarski piłkarz grający na pozycji pomocnika w Pirinie Błagojewgrad.

## Kariera klubowa
Treningi piłki nożnej rozpoczął w Septemwri Simitli, a następnie trafił do Włoch, gdzie od 2003 trenował w ASD Riccione 1929 i od 2008 w AC Rimini. W wieku 17 lat zadebiutował w pierwszej drużynie tego klubu. W sierpniu 2010 podpisał trzyletni kontrakt z Chievo Werona. W lipcu 2012 został wypożyczony do AC Lumezzane, w lipcu 2013 trafił na wypożyczenie do Carpi FC. W styczniu 2014 został wypożyczony do Venezia FC, a pół roku później trafił na wypożyczenie do US Cremonese. W lipcu 2015 został wypożyczony do FC Südtirol. 5 lipca 2016 podpisał kontrakt z Beroe Stara Zagora. W lipcu 2017 trafił do Pirinu Błagojewgrad.

## Kariera reprezentacyjna
W reprezentacji Bułgarii do lat 21 zadebiutował 10 listopada 2011 w wygranym 2:0 meczu z Austrią. W dorosłej kadrze zadebiutował 13 listopada 2016 w wygranym 1:0 meczu eliminacji do MŚ 2018 z Białorusią.

## Życie osobiste
Jest bratankiem sztangistki Gergany. Jego ojciec Kirił również był piłkarzem.